# Sun-4
Sun-4 — серия рабочих станций и серверов, запущенная корпорацией Sun Microsystems в июне 1987. Системы серии Sun-4 были похожи на машины серии Sun-3, но использовали микропроцессоры, основанные на архитектуре SPARC V7, вместо процессоров семейства Motorola m68k.
По мнению Sun, процессоры SPARC в 1987 году были намного производительнее процессоров 680x0 и i386.

## Модели Sun-4
| Модель | Кодовое имя | CPU board | CPU                                                       | CPU МГц   | Макс. RAM | Chassis                                |
| ------ | ----------- | --------- | --------------------------------------------------------- | --------- | --------- | -------------------------------------- |
| 4/260  | Sunrise     | Sun 4200  | Fujitsu SF9010 IU, Weitek 1164/1165 FPU                   | 16.67 MHz | 128 MB    | 12-slot VME (deskside)                 |
| 4/280  | Sunrise     | Sun 4200  | Fujitsu SF9010 IU, Weitek 1164/1165 FPU                   | 16.67 MHz | 128 MB    | 12-slot VME (rackmount)                |
| 4/110  | Cobra       | Sun 4100  | Fujitsu MB86900 IU, Weitek 1164/1165 FPU (optional)       | 14.28 MHz | 32 MB     | 3-slot VME (desktop/side)              |
| 4/150  | Cobra       | Sun 4100  | Fujitsu MB86900 IU, Weitek 1164/1165 FPU (optional)       | 14.28 MHz | 32 MB     | 6-slot VME (deskside)                  |
| 4/310  | Stingray    | Sun 4300  | Cypress Semiconductor CY7C601, Texas Instruments 8847 FPU | 25 MHz    | 32 MB     | 3-slot VME (desktop/side)              |
| 4/330  | Stingray    | Sun 4300  | Cypress Semiconductor CY7C601, Texas Instruments 8847 FPU | 25 MHz    | 96 MB     | 3-slot VME w 2 memory slots (deskside) |
| 4/350  | Stingray    | Sun 4300  | Cypress Semiconductor CY7C601, Texas Instruments 8847 FPU | 25 MHz    | 224 MB    | 5-slot VME (desktop/side)              |
| 4/360  | Stingray    | Sun 4300  | Cypress Semiconductor CY7C601, Texas Instruments 8847 FPU | 25 MHz    | 224 MB    | 12-slot VME (deskside)                 |
| 4/370  | Stingray    | Sun 4300  | Cypress Semiconductor CY7C601, Texas Instruments 8847 FPU | 25 MHz    | 224 MB    | 12-slot VME (deskside)                 |
| 4/380  | Stingray    | Sun 4300  | Cypress Semiconductor CY7C601, Texas Instruments 8847 FPU | 25 MHz    | 224 MB    | 12-slot VME (rackmount)                |
| 4/390  | Stingray    | Sun 4300  | Cypress Semiconductor CY7C601, Texas Instruments 8847 FPU | 25 MHz    | 224 MB    | 16-slot VME (rackmount)                |
| 4/470  | Sunray      | Sun 4400  | Cypress Semiconductor CY7C601, Texas Instruments 8847 FPU | 33 MHz    | 768 MB    | 16-slot VME (deskside)                 |
| 4/490  | Sunray      | Sun 4400  | Cypress Semiconductor CY7C601, Texas Instruments 8847 FPU | 33 MHz    | 768 MB    | 12-slot VME (rackmount)                |

В 1989 Sun перестала применять название «Sun-4» в маркетинговых целях в пользу брендов SPARCstation и SPARCserver, хотя ранним моделям SPARCstation/SPARCserver приписывались также модельные номера серии Sun-4. Например, SPARCstation 1 была также известна как Sun 4/60. Такая практика продолжалась вплоть до создания линейки SPARCserver 600MP в 1991. Термин Sun-4 продолжал использоваться в техническом контексте для обозначения архитектуры всех систем Sun на базе SPARC.
Машины Sun 4/110, 4/150, 4/260 и 4/280 с процессорной платой Sun 4300 имели названия 4/310, 4/350, 4/360 и 4/380 соответственно.

## Архитектура Sun-4
Архитектура Sun-4 поддерживалась операционными системами SunOS, начиная с версии 3.2, и Solaris 2.1 по 2.4. OpenBSD также работает на системах Sun-4.
Несколько разновидностей архитектуры Sun-4 были разработаны Sun и другими производителями. Они включают:
Sun-4c(C означает Campus, кодовое имя первой модели на основе Sun-4c, SPARCstation 1). В этом варианте VME заменена на SBus и представлен новый MMU. Поддерживается SunOS 4.0.3c и выше, и Solaris 2.0 до 7.
Sun-4eГибрид архитектур Sun-4c и VME, использовавшийся во встроенных контроллерах SPARCengine 1 (Sun 4/E). Эта плата была разработана в Force Computers. Поддерживается SunOS 4.0.3 и 4.1e и Solaris от 2.1 до 2.4.
Sun-4mИзначально многопроцессорный вариант Sun-4, основанный на процессорной модульной шине MBus, появившийся в линейке SPARCserver 600MP. Архитектура Sun-4m использовалась и в однопроцессорных системах без MBus, таких как SPARCstation 5, использующих архитектуру SPARC V8.
Sun-4d(D означает Dragon, кодовое имя SPARCcenter 2000). Многопроцессорная архитектура, основанная на XDBus, поддерживающая до 20 процессоров. На основе Sun-4d корпорация Sun производила SPARCserver 1000 и SPARCcenter 2000. Cray CS64000 фактически представлял собой машину Sun-4d (sun4d6), однако требовал особенную версию Solaris. Поддержка Solaris с 2.2 до 8.
Sun-4u(U означает UltraSPARC) -- первая реализация 64-битной архитектуры SPARC V9; впервые использована в серии машин Sun Ultra. Поддержка 32-битными версиями Solaris начиная с версии 2.5; первая 64-битная версия Solaris для Sun4u - Solaris 7. Поддержка процессоров UltraSPARC I была прекращена после Solaris 9. Solaris 10 поддерживает реализации Sun4u начиная с UltraSPARC II по UltraSPARC IV включительно.
Sun-4u1Иногда употребляется для обозначения архитектуры многопроцессорного сервера Sun Enterprise 10000 (Starfire). Поддержка Solaris 2.5.1 и далее.
Sun-4usРазновидность Sun-4u, применявшаяся в серверах Fujitsu PRIMEPOWER, основанных на процессорах SPARC64 V.
Sun-4v(V означает «virtualized»). Вариант Sun-4u, включающий процессорную виртуализацию; представлен в многоядерном процессоре UltraSPARC T1 (Niagara). Поддержка Solaris версии 10 начиная с релиза 3/05 HW2 и Solaris 11.